# 林ノ腰古墳
林ノ腰古墳（はやしのこしこふん、林ノ越古墳/林之腰古墳/林之越古墳）は、滋賀県野洲市小篠原（こしのはら）にあった古墳。形状は前方後円墳。現在では墳丘は失われている。

## 概要
滋賀県南部、野洲川右岸の平野部において、旧中山道から北に入った位置に築造された古墳である。「林ノ腰（林ノ越）」の古墳名は一帯の小字名による。江戸時代の『近江輿地志略』に記述が見える古墳と同一視する説があるほか、その後の墳丘削平で存在は失われていたが、1996年度（平成8年度）の小篠原遺跡の発掘調査の際に埋没古墳として発見されている。
墳形は前方後円形で、前方部を西方向に向けた。現在までに墳丘は失われているが、発掘調査によれば墳丘長は約90メートルを測った。墳丘外表では葺石のほか、円筒埴輪・形象埴輪（人物形・馬形埴輪など）の存在が認められる。墳丘周囲には2重の盾形の周濠が巡らされており、周濠を含めた全長は約150メートル（または約120メートル）におよぶ。周濠内からは前述の埴輪片のほか木製埴輪（盾形・笠形）・須恵器（MT15-TK10型式期）などが検出されている。埋葬施設は削平のため明らかでないが、『近江輿地志略』の記述から横穴式石室とする説があり、その記述によれば多くの副葬品が出土したとされる（現在は所在不明）。
築造時期は、古墳時代後期の6世紀前半頃と推定される（かつては古墳時代中期の5世紀後半頃と推定された）。本古墳の発見は、後背丘陵の大岩山古墳群を含めた一帯の首長墓系譜を見直すうえで重要な出来事となり、古墳時代後期としては規模・2重周濠形態等の点に県内有数の重要性が認められ、被葬者としては特に近江毛野とする説が挙げられている。

## 遺跡歴
- 享保19年（1734年）の『近江輿地志略』に小篠原村の古墳の記述[2]。
- 平成5年度（1993年度）、発掘調査において埴輪を伴う溝の発見。未発見古墳の存在の予想[4]。
- 平成8年度（1996年度）、小篠原遺跡の発掘調査の際に、埋没古墳として発見（野洲町教育委員会、1998年に報告書刊行）[1]。

## 墳丘
墳丘の規模は次の通り。
- 墳丘長：約90メートル
- 後円部
  - 直径：約46メートル
- 前方部
  - 幅：推定約70メートル
  - 長さ：約45メートル

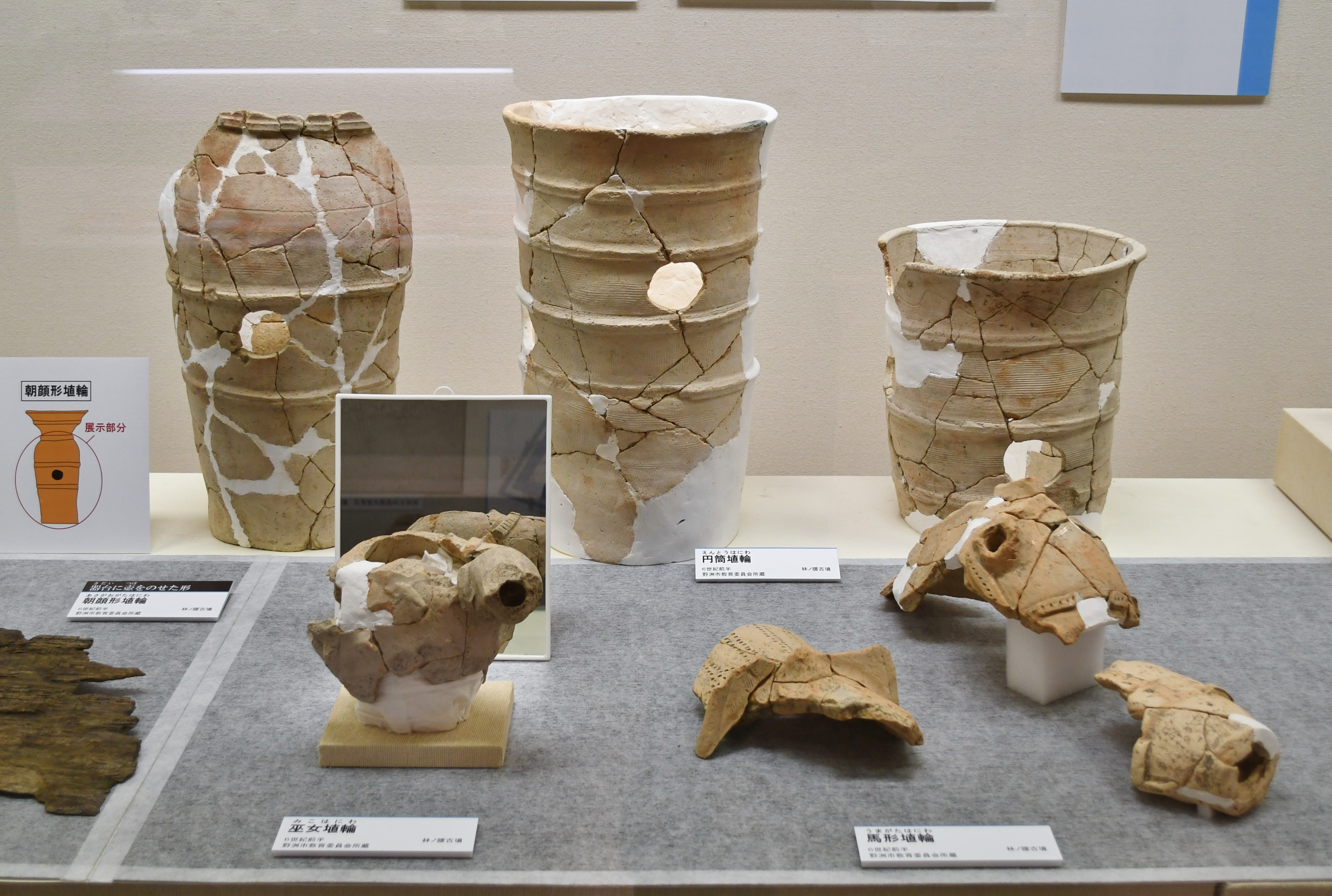
埴輪野洲市歴史民俗博物館企画展示時に撮影。

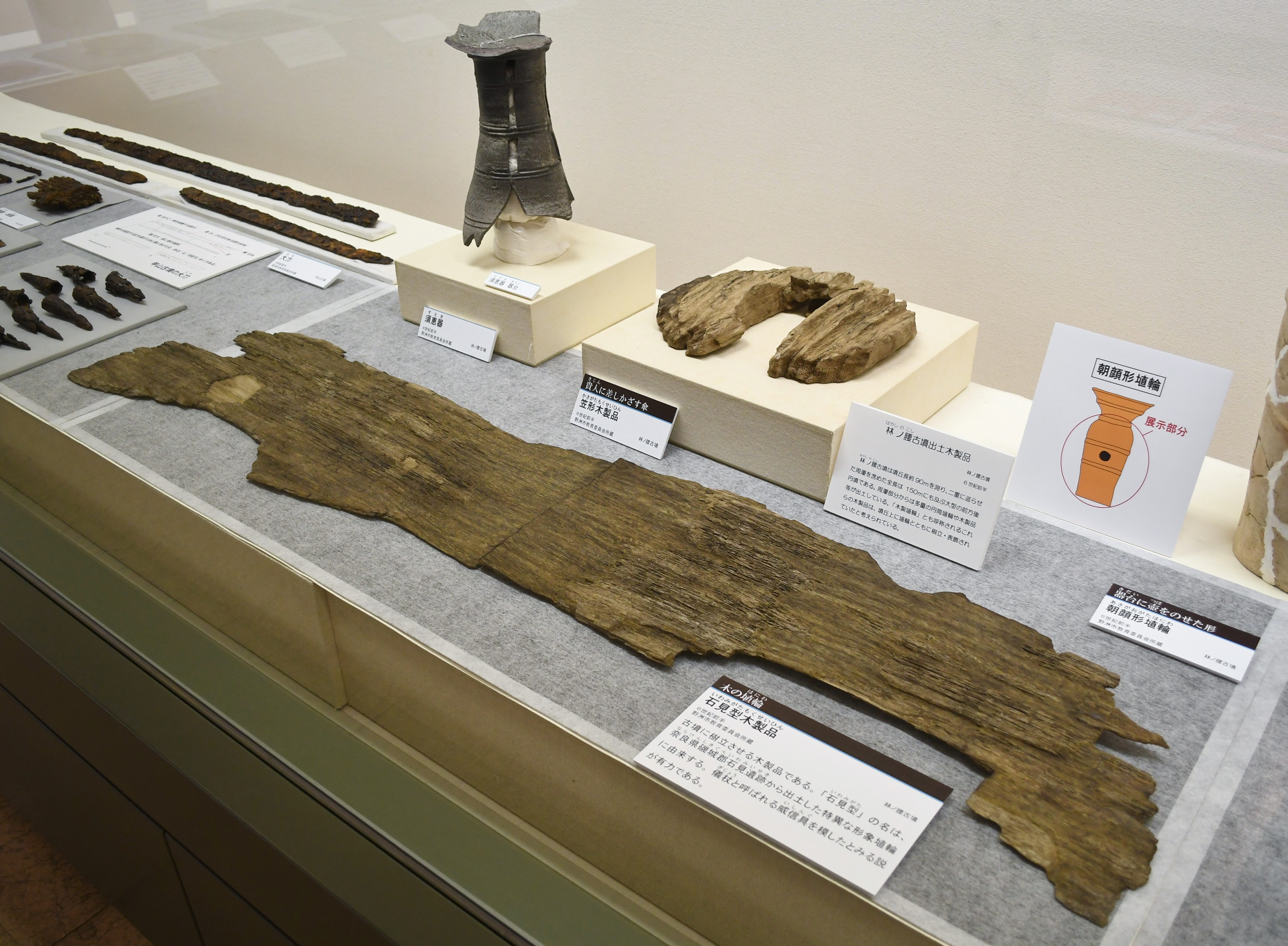
石見型木製品・笠形木製品・須恵器野洲市歴史民俗博物館企画展示時に撮影。

墳丘は土師ニサンザイ古墳（大阪府堺市、東百舌鳥陵墓参考地）の1/3.3相似形、今城塚古墳（大阪府高槻市、真の継体天皇陵か）の1/2相似形とされる。出土須恵器の年代観等を考え合わせると、今城塚古墳の墳丘平面規格の配布を受けたものと推定される。
また墳丘の北くびれ部の北側には長辺28メートル・短辺21メートルの土壇状高まりが認められており、造出の存在が推定される。
墳丘周囲に巡らされた周濠は盾形で、内濠は幅18.6メートル（前方部前面）・約18メートル（後円部北側）、外濠は幅約9メートルを測る。内濠・外濠の間には幅約9メートルの内堤が存在するが、外堤の存在は明らかでない。

## 被葬者
林ノ腰古墳の実際の被葬者は明らかでないが、近江毛野（近江毛野臣）の墓とする説が挙げられている。近江毛野は6世紀前半頃の武人で、『日本書紀』によれば継体天皇21年（527年）に新羅に奪われた加耶の復興に赴く途上で磐井に阻まれ、磐井鎮圧後の継体天皇23年（529年）に朝鮮半島に赴くも失敗し、召還命令を受けて帰国中の継体天皇24年（530年）に対馬で病死したとされる人物である。
近江氏（近江臣）の本拠地については必ずしも詳らかでないが、林ノ腰古墳は真の継体天皇陵とされる今城塚古墳の墳丘平面規格の配布を受けたと推定されることから、継体天皇と密接な関わりを持った人物として近江毛野が想定されている。北方では弥生時代以来の伝統的首長墓系譜として大岩山古墳群の営造が知られるが、それらとは性格を異にする本古墳と越前塚古墳（林ノ腰古墳の前代首長墓）は、新興の首長層の勃興を示すとして注目される。

## 関連文献
（記事執筆に使用していない関連文献）
- 福永清治「小篠原遺跡「林ノ越古墳」の発掘調査 -埋没していた大型前方後円墳-」『滋賀考古』、滋賀考古学研究会、1997年。
- 「小篠原遺跡」『平成9年度野洲町内遺跡発掘調査概要』野洲町教育委員会、1998年。